# Episodi di 30 Rock (seconda stagione)
La seconda stagione della serie televisiva 30 Rock è stata trasmessa negli Stati Uniti d'America dal 4 ottobre 2007 all'8 maggio 2008.
In Italia la serie è andata in onda sul canale satellitare Lei dal 2 aprile al 30 aprile 2009 ogni giovedì alle 21:00 con ben 4 episodi a settimana (dopo che due episodi erano già stati trasmessi per sbaglio il mese precedente). In chiaro va in onda su Rai 4 nel 2011.
| nº | Titolo originale      | Titolo italiano            | Prima TV USA     | Prima TV Italia  |
| -- | --------------------- | -------------------------- | ---------------- | ---------------- |
| 1  | SeinfeldVision        | Il ritorno di Seinfeld     | 4 ottobre 2007   | 2 aprile 2009    |
| 2  | Jack Gets in the Game | Jack entra in gioco        | 11 ottobre 2007  | 12 febbraio 2009 |
| 3  | The Collection        | La collezione              | 18 ottobre 2007  | 5 marzo 2009     |
| 4  | Rosemary's Baby       | La fuga di Liz             | 25 ottobre 2007  | 9 aprile 2009    |
| 5  | Greenzo               | Mia moglie per amante      | 8 novembre 2007  | 9 aprile 2009    |
| 6  | Somebody to Love      | Qualcuno da amare          | 15 novembre 2007 | 16 aprile 2009   |
| 7  | Cougars               | Differenza di età          | 29 novembre 2007 | 16 aprile 2009   |
| 8  | Secrets and Lies      | Segreti e bugie            | 6 dicembre 2007  | 16 aprile 2009   |
| 9  | Ludachristmas         | Il Natale della discordia  | 13 dicembre 2007 | 16 aprile 2009   |
| 10 | Episode 210           | Quasi quasi mi compro casa | 10 gennaio 2008  | 23 aprile 2009   |
| 11 | MILF Island           | Mammine sexy               | 10 aprile 2008   | 23 aprile 2009   |
| 12 | Subway Hero           | L'eroe della metropolitana | 17 aprile 2008   | 23 aprile 2009   |
| 13 | Succession            | La successione             | 21 aprile 2008   | 23 aprile 2009   |
| 14 | Sandwich Day          | Vecchi amori               | 1º maggio 2008   | 30 aprile 2009   |
| 15 | Cooter                | Gravidanza (in)desiderata  | 8 maggio 2008    | 30 aprile 2009   |